# Underclass Hero (chanson)
Singles de Sum 41
No Reason
(2005) Walking Disaster
(2007)
Pistes de Underclass Hero
Walking Disaster
Underclass Hero est le premier single extrait de l'album Underclass Hero du groupe de punk rock canadien Sum 41, sorti le 15 mai 2007. C'est la première piste de l'album.

## Clip vidéo
Le clip montre le groupe jouant dans une "plaine" devant des jeunes. Le clip fut dirigé par Mark Klasfeld et le batteur du groupe Steve Jocz. Il s'agit du premier clip de Sum 41 sans le guitariste Dave Baksh.